# Phacorhabdotus
Phacorhabdotus is een geslacht van kreeftachtigen uit de klasse van de Ostracoda (mosselkreeftjes).

## Soorten
- Phacorhabdotus (Praephacorhabdotus) batavus  (Deroo, 1966) Gruendel, 1974 †
- Phacorhabdotus (Praephacorhabdotus) filicosta (Marsson, 1880) Gruendel, 1974 †
- Phacorhabdotus (Praephacorhabdotus) lonsdaleianus (Jones, 1849) Gruendel, 1974 †
- Phacorhabdotus (Praephacorhabdotus) strangulans (Damotte, 1964) Gruendel, 1974 †
- Phacorhabdotus anomalus Dingle, 1971 †
- Phacorhabdotus anteronudus Coles & Whatley, 1989 †
- Phacorhabdotus apostolescui Colin, 1988 †
- Phacorhabdotus bicostilimus Crane, 1965 †
- Phacorhabdotus breviplicatus Scheremeta, 1969 †
- Phacorhabdotus casamanceus Carbonnel, 1986 †
- Phacorhabdotus compressus Colin & Damotte, 1985 †
- Phacorhabdotus cyrtopyge Al-furaih, 1980 †
- Phacorhabdotus formosus (Alexander, 1934) Maddocks, 1985 †
- Phacorhabdotus furcatus Pietrzeniuk, 1965 †
- Phacorhabdotus hazeli Omatsola, 1972
- Phacorhabdotus lonsdaleianus (Jones, 1849) Herrig, 1966 †
- Phacorhabdotus lucidus Apostolescu, 1961 †
- Phacorhabdotus peterseni Bertels, 1988 †
- Phacorhabdotus plicatuloides (Bold, 1946) Bold, 1970 †
- Phacorhabdotus posteropunctissimus Coles & Whatley, 1989 †
- Phacorhabdotus reticulatus Apostolescu, 1961 †
- Phacorhabdotus sangalkamensis Apostolescu, 1961 †
- Phacorhabdotus sculptilis (Alexander, 1934) Steineck et al., 1984 †
- Phacorhabdotus semiplicatus (Reuss, 1846) Pokorny, 1963 †
- Phacorhabdotus senegalensis Colin, 1988 †
- Phacorhabdotus simplex Hazel & Paulson, 1964 †
- Phacorhabdotus squamosus Nikolaeva, 1977 †
- Phacorhabdotus subtridentus Benson, 1977 †
- Phacorhabdotus sulciferus (Brady, 1886) Malz, 1987
- Phacorhabdotus texanus Howe & Laurencich, 1958 †
- Phacorhabdotus tridentus (Israelsky, 1929) Howe & Laurencich, 1958 †
- Phacorhabdotus uelli (Veen, 1936) Howe & Laurencich, 1958 †
- Phacorhabdotus varians (Bornemann, 1855) Pietrzeniuk, 1965 †
- Phacorhabdotus venodus Crane, 1965 †